# Università di Damasco
L'Università di Damasco (in arabo جامعة دمشق‎?, Jāmi‘atu Dimashq) è l'università principale della Siria, situata nella capitale Damasco.
È nata nel 1923 dall'unione della Scuola di Medicina (fondata nel 1903) e l'Istituto di Legge (fondato nel 1913). Fino al 1958, si chiamava Università Siriana, ma il nome è cambiato in seguito alla fondazione dell'Università di Aleppo.
Oggi ci sono anche università nelle città siriane di Homs, Latakia e Deir el-Zor.

## Storia
Nel 1901 fu approvata l'istituzione dell'Ufficio della Scuola di Medicina a Damasco e nel 1903 fu aperta questa scuola, che è il nucleo dell'Università. La Scuola comprendeva branche di medicina e farmacia e la lingua di insegnamento era il turco.
Nel 1913 a Beirut aprì una Scuola di Diritto, in cui la maggior parte degli insegnanti erano gli arabi e la lingua di insegnamento era l'arabo. Nel 1914 questa scuola fu trasferita a Damasco. Poi negli ultimi anni della prima guerra mondiale la Scuola di Diritto tornò a Beirut.
In seguito a Damasco furono aperti l'Istituto di Medicina all'inizio di gennaio del 1919 e la Facoltà di Giurisprudenza nel settembre del 1919.
Nel 1923, la Facoltà di Giurisprudenza fu chiamata Istituto di Diritto e questo istituto fu collegato con l'Istituto di Medicina, la Società Araba e il Centro del Patrimonio Arabo nell'organizzazione sotto il nome di Università Siriana. Nel 1926 la Società Araba e il Centro del Patrimonio Arabo si separarono dall'Università.
Nel 1928 fu istituita la Scuola di Studi Letterari Superiori che immediatamente collegò la sua amministrazione con l'Università. Nel 1929 divenne Scuola di Lettere, chiusa nel 1935. 
A partire dal 1946, l'Università non si limita più agli Istituti di Medicina e Giurisprudenza, ma si creano facoltà e istituti superiori in altre materie.
Nel 1958 fu creata una nuova legge per regolamentare le università nelle regioni della Repubblica Araba Unita. Ciò ha portato al a cambiamento del nome: non più "Università Siriana" ma "Università di Damasco", e alla creazione di una seconda università chiamata "Università di Aleppo".
Nel 1959 l'Istituto d'Arte fu fondato a Damasco ed diventò parte dell'Università di Damasco nel 1972.